# Sarcosomataceae
Sarcosomataceae es una familia de hongos en el orden Pezizales. En el 2008 se estimaba que la familia contiene 10 géneros y  57 especies. La mayoría de las especies habitan en zonas templadas, y son saprofíticas típicas de madera podrida o enterrada.